# صخره‌ماهی موشی
صخره‌ماهی موشی (نام علمی: Sebastes carnatus) نام یک گونه از سرده صخره‌ماهی است.